# Gonfienti

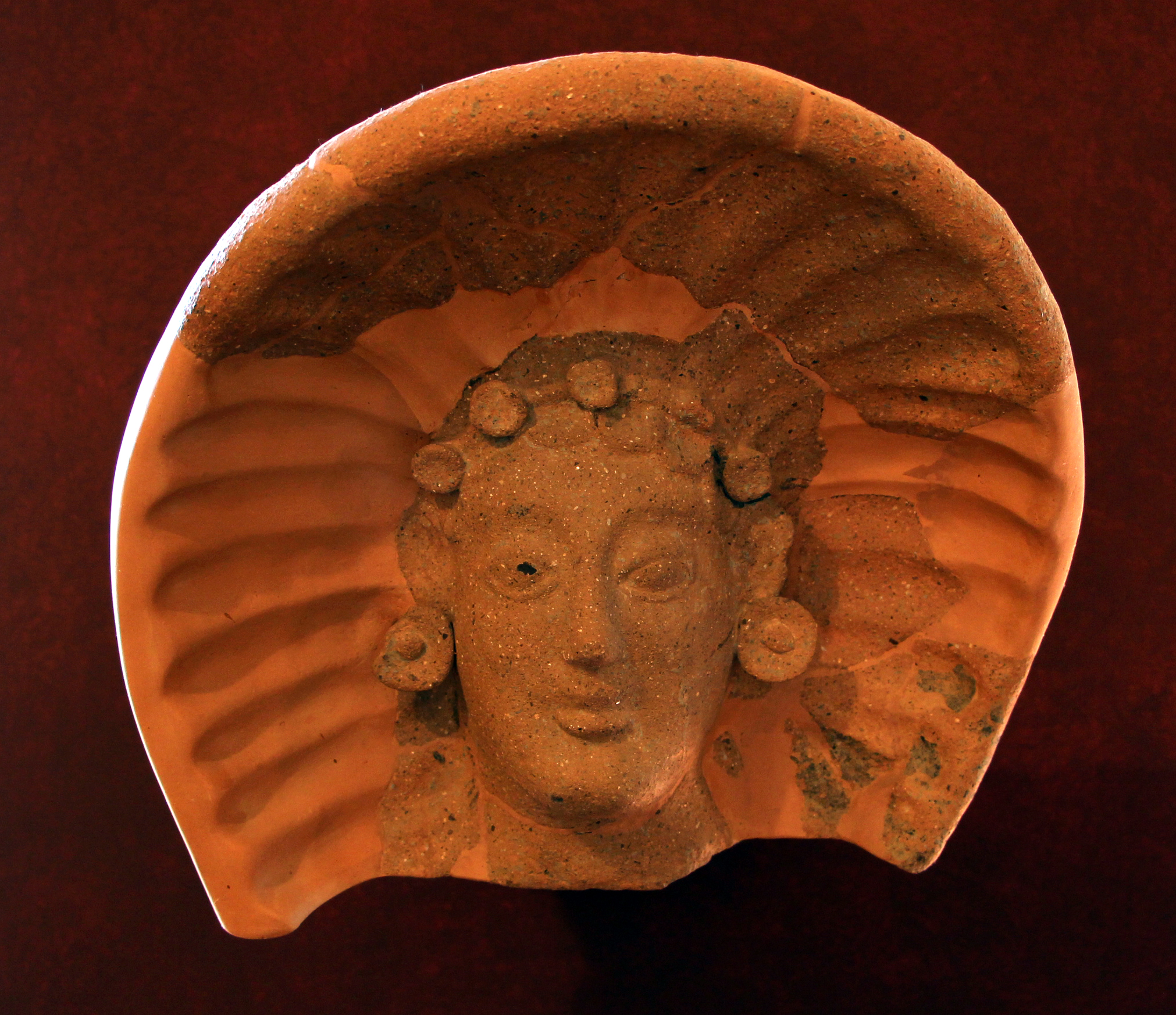
Età etrusca arcaica, testa fittile femminile da Gonfienti

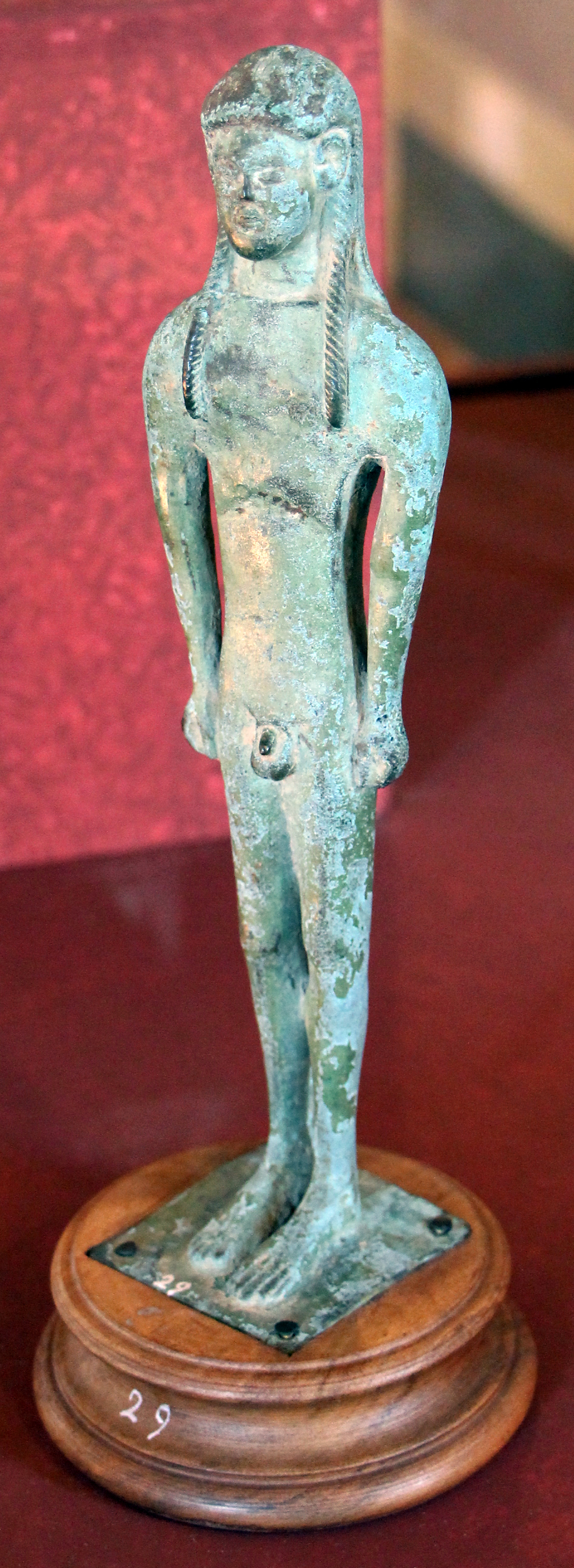
Età etrusca arcaica, bronzetto da Gonfienti

Gonfienti è un sito archeologico nell'omonima frazione di Prato, con i resti di un'antica città etrusca estesa per circa 17 ettari fra il fiume Bisenzio, il torrente Marinella e i monti della Calvana, ai margini del bacino lacustre-fluviale Firenze-Prato-Pistoia. Gli scavi sono stati avviati tra il 1996 e il 1997.

## Storia
Risalente alla fine del VII secolo a.C., la città etrusca presso Gonfienti costituiva il baricentro dell'importante via di comunicazione tra l'Etruria centrale e l'Etruria padana ed aveva pianificato l'intera piana tra Firenze e Agliana. Abbandonata intorno alla fine del V secolo a.C. per ragioni ancora ignote, viene riconosciuta come una delle principali città etrusche dell'epoca arcaica, testimoniata dall'importanza dei reperti finora riemersi da scavi ancora nella sua fase iniziale, come le ceramiche attiche di grande pregio recuperate, fra le quali la kylix attribuita a Douris, artista greco attivo ad Atene, tra il 500 e il 475 a.C.
La città, anche se intuibile solo parzialmente per la rapida urbanizzazione nella sua area, era quasi certamente collegata commercialmente a Kainua, presso Marzabotto, al fine di favorire gli scambi attraverso l'Appennino, lungo la direttrice che collegava le città di Spina e Pisa nel corso del VI-V secolo a.C. fino a decadere quasi improvvisamente al termine del V secolo a.C., per circostanze ancora non chiare.
A seguito della sua scomparsa non si hanno tracce documentarie ma possiamo ipotizzare con buona probabilità che gli stessi abitanti abbiano provveduto a spostarsi in aree più protette, dove la difesa da attacchi esterni (i celti dal nord) sarebbe stata maggiormente garantita.
In effetti la città, che non disponeva di mura, si sviluppò partendo da un progetto di pianificazione che sembrerebbe anticipare la struttura delle città ippodamee, fattore reso possibile per la stabilità che si era venuta a creare nell'Etruria Settentrionale nell'arco temporale che separa la battaglia contro i greci focesi (540 a.C.) e la conquista di Veio (396 a.C.) da parte di Roma, ed il conseguente spostamento verso nord del tradizionale baricentro etrusco dell'area meridionale della Toscana.
Le aree in questione potevano essere state Artimino, Fiesole e, anche se parzialmente perché più lontana, ma sulla stessa direttrice geografica, Volterra, che nel secolo successivo ampliarono o costruirono la loro cerchia muraria a seguito di un imponente sviluppo demografico.
Infine la piana fu abitata dai Romani (vi passava la via Cassia, nel tratto che collegava Firenze con Pistoia, sulla via per Luni). Gli storici hanno collocato nei pressi dell'antica città etrusca la mansione "Ad Solaria" della antica Via Cassia, e riportata nella celebre Tavola Peutingeriana.

## L'ipotesi Camars
Recentemente è stata avanzata l'ipotesi (basandosi su alcuni toponimi della zona) che questa possa essere la mitica Camars , che spesso invece è identificata con la latina Clusium, patria del re Porsenna, ovvero Chiusi.
In effetti la città aveva assi viari ben pianificati (indicanti quindi una presenza costante nel territorio di genti etrusche), con una strada di oltre dieci metri di larghezza e un'estensione notevole (sono circa 30 gli ettari sottoposti a vincolo dalla soprintendenza). All'interno di essa è stata rinvenuta una "domus" di circa 1440 m² (la più grande dell'Italia antica, prima della Roma Imperiale), sviluppata sul modello delle ville pompeiane (ma di alcuni secoli precedente) con una rete di canali idrici ancora in parte funzionanti e un'eccezionale quantità di ceramiche greche a figure rosse e nere, su cui spicca una kylix attribuita a uno dei più importanti artisti greci del V secolo, Douris e delle pregevoli antefisse a figure femminili.
Indizi sull'esistenza in loco di una città etrusca erano già stati ipotizzati nel corso del XVIII secolo, quando vennero raccolti svariati reperti di quell'epoca (tra cui il cosiddetto "offerente" esposto al "British Museum"), suggerendo per essa il nome di Bisenzia, una mitica città etrusca scomparsa secoli fa e citata da locali letterati rinascimentali.

## Etruschi e Prato

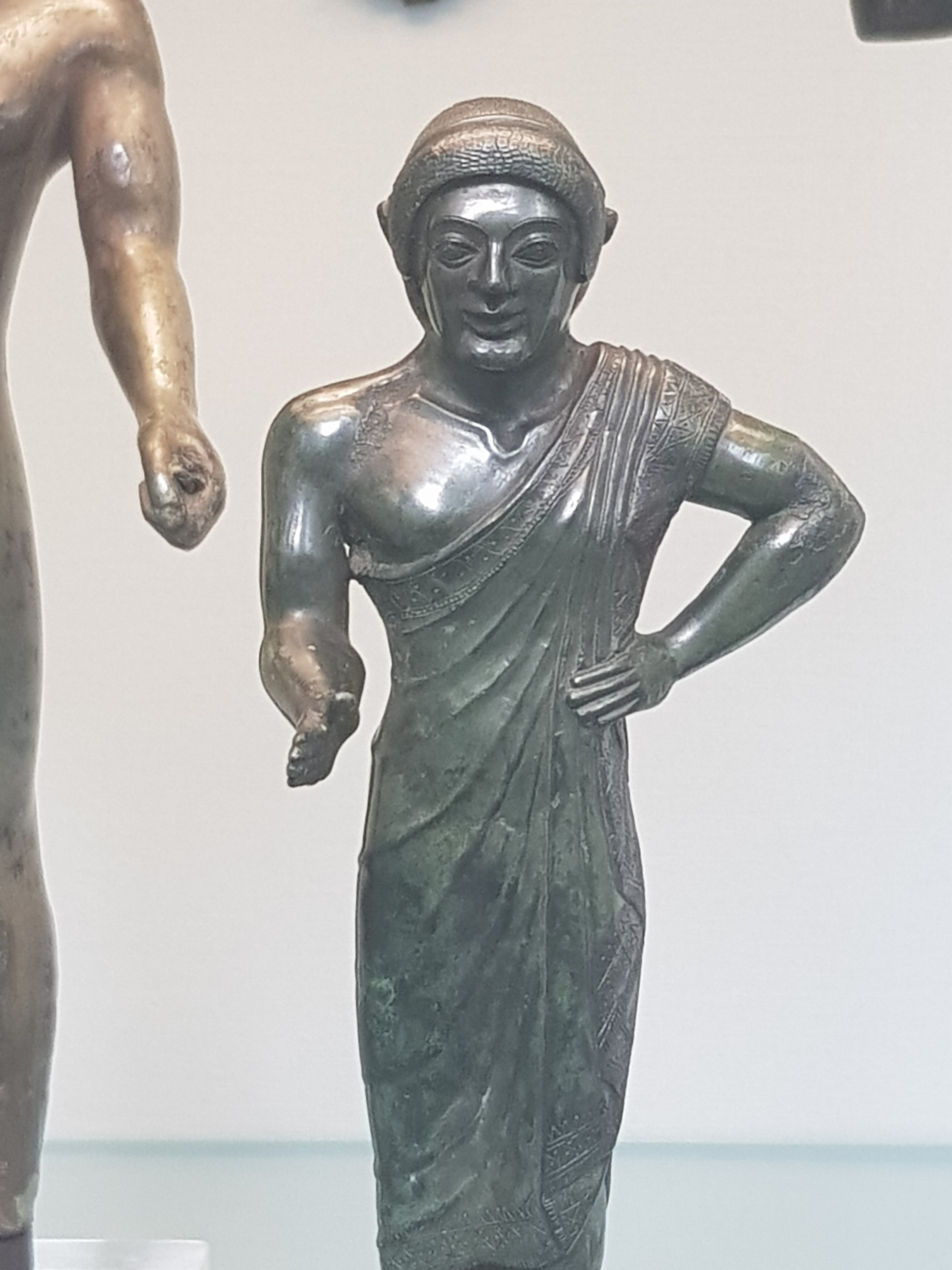
Figura votiva in bronzo da Pizzidimonte (500-480 a.C.), ora al British Museum

Una forte presenza etrusca nel territorio della piana pratese è testimoniata dai tanti reperti trovati in aree limitrofe di Prato: Carmignano, Comeana e nei territori comunali di Sesto Fiorentino e di Calenzano sui monti della Calvana. Già nel 1735, a pochi chilometri da Gonfienti, fu rinvenuto l'offerente bronzeo di Pizzidimonte, oggi conservato presso il British Museum di Londra.
Inoltre, non molto distanti da Gonfienti sorgevano le città etrusche di Artimino, Fiesole, nota dal IV secolo a.C. come Vipsul e, sulla via per Felsina, quella di Kainua, nel comune di Marzabotto, probabilmente fondata da coloni provenienti da Gonfienti.